# 海门街道 (南通市)
海门街道是中华人民共和国江苏省南通市海门区下辖的一个街道办事处。
2012年11月30日，江苏省人民政府批复同意撤销海门镇、德胜镇、三星镇，将原海门镇秀山、沙东、张北、城兴、振邦、占仁、双桥、中海、岸角、培新、双高、利北、建南、富三14个村委会和解放西路、解放中路、向民路、大同新村、海兴路、海西路、育才路、狮山路、拥军路、人民西路、海南新村、城北新村、五港新村、张南新村、日新新村、长江新村、海影新村、月亮湾、东风新村、青海新村、通源路、民生新村、海东、源东、滨顺路、丝绸路、中南、理想城、海北、港南、嘉陵江31个居委会区域与原德胜镇文俊、德新2个村委会及原三星镇陶港、补南、高桥3个村委会区域合并，设立海门街道办事处，办事处驻秀山西路581号。

## 行政区划
海门街道下辖以下村级行政区划单位：
拥军路社区、狮山路社区、育才路社区、人民西路社区、解放西路社区、解放中路社区、向民路社区、大同新村社区、海兴路社区、海南新村社区、城北新村社区、海西路社区、五港新村社区、日新新村社区、张南新村社区、长江新村社区、海影新村社区、月亮湾社区、滨顺路社区、中南社区、理想城社区、海北社区、港南社区、嘉陵江社区、双桥村、占仁村、城兴村、振邦村、秀山村、沙东村、中海村、张北村、岸角村、培新村、双高村、文俊村、德新村、海东社区、源东社区、东风新村社区、通源路社区、青海路社区、民生新村社区、丝绸路社区、利北村、富三村、建南村、陶港村、补南村和高桥村。